# Pascal Champaloux
Pascal Champaloux (1961-2013) fue un deportista francés que compitió en vela en la clase 470. Ganó una medalla de plata en el Campeonato Mundial de 470 de 1982.

## Palmarés internacional
| Campeonato Mundial | Campeonato Mundial | Campeonato Mundial | Campeonato Mundial |
| Año                | Lugar              | Medalla            | Clase              |
| ------------------ | ------------------ | ------------------ | ------------------ |
| 1982               | Cascaes (Portugal) | Medalla de plata   | 470                |